# Ceteris paribus
Ceteris paribus (lat. „jsou-li ostatní stejné“) znamená podmínku (nebo předpoklad), že se při zkoumání vlivu nějakého parametru (proměnné) na výsledek ostatní parametry nezmění. Může také znamenat předpoklad, za něhož odhadujeme vývoj nějaké veličiny (tj. její závislost na čase, případně na jiné veličině).
Příklad: Při zvýšení reálných mezd se ceteris paribus zvýší také spotřeba.
Matematická analogie je například u funkce více proměnných. Jednotlivé proměnné mohou být vzájemně závislé. Ale parciální derivace takovéto funkce se na ně dívá jako na nezávislé parametry a představuje derivaci podle jedné proměnné, jako kdyby ostatní v tom kontextu byly konstanty.

## Experiment
Pokud chceme předvídat nebo ovlivňovat nějaký proces nebo veličinu, hledáme příčinné vztahy mezi závisle proměnnou jako důsledkem a jednou nebo více nezávisle proměnnými jako příčinami. Chceme totiž vytvořit model, který by dovolil předvídat, jak se změna jedné nezávisle proměnné projeví na hodnotách závisle proměnné, kterou chceme ovlivňovat. V experimentu či měření je tedy třeba zajistit, aby výsledek ovlivňovala jen jedna z nezávisle proměnných, čili aby hodnoty všech ostatních zůstaly stejné. Podobná měření či experimenty můžeme případně provést i pro další nezávisle proměnné, ale vždycky s podmínkou, že se ty zbývající nemění. To je právě to, co vyjadřuje podmínka „ceteris paribus“.

## Použití
V ekonomii a ve společenských vědách, kde nezávisle proměnných bývá celá řada, je při zkoumání vlivu určité proměnné velmi důležité pečlivě vyloučit vlivy všech ostatních. Při statistických šetřeních ve společenských vědách se například vlivy proměnných, které nás nezajímají, snažíme omezit náhodným výběrem respondentů. Tak se při zkoumání volebních preferencí omezuje vliv věku, vzdělání, příjmu atd. náhodným výběrem respondentů. Můžeme pak totiž předpokládat, že při rozšíření výsledků vzorku na celou společnost se hodnoty těchto parametrů nezmění, čili bude splněna podmínka ceteris paribus.